# Ассеманієве Євангеліє

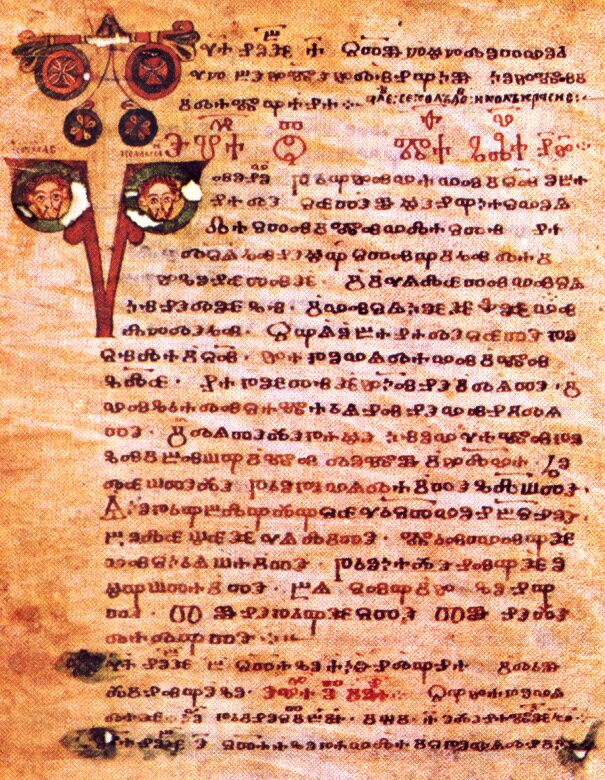
Сторніка Євангелія

Ассеманійове Євангеліє — глаголичний старослов'янський рукопис, який отримав свою назву за прізвищем папського бібліотекаря Йосифа Ассемані, який у 1736 році купив його в Єрусалимі у монахів і передав у власність Ватиканської бібліотеки в Римі, де воно нині зберігається (тому існує інша назва пам'ятки — Ватиканське Євангеліє).
Ассеманійове Євангеліє являє собою апракос (тобто збірник євангельських читань за християнським календарем). Написане у ХІ столітті у Македонії і складається зі 158 аркушів. Перше повідомлення про цю пам'ятку зробив Йосиф Добровський у 1822 році, видали її вчені Й. Вайс та Й. Курц у Празі в 1929 році.